# Hermann Lingnau (Postbeamter)

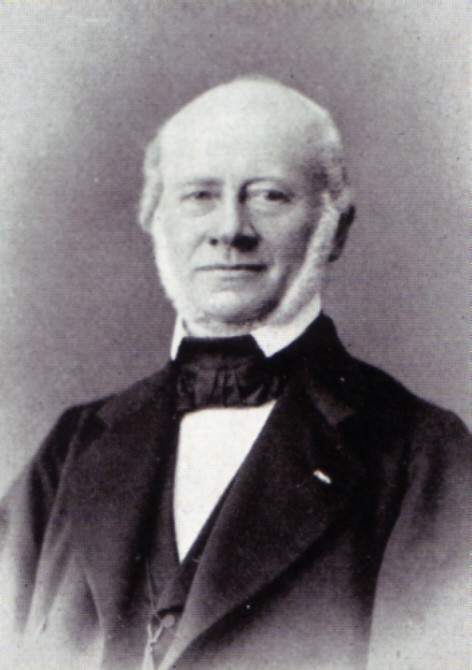
Hermann Lingnau

Carl Hermann Leberecht Lingnau (* 11. Juli 1815 in Neustrelitz; † 2. Dezember 1885 in Lübeck) war ein hochrangiger deutscher Postbeamter.

## Leben
Hermann Lingnau wurde geboren als Sohn des Großherzoglich mecklenburg-strelitzschen Postmeisters, Postrats, zuletzt Hofpostrats Carl Lingnau (1789–1864) und dessen Frau Sofie Friederike Johanne, geb. Barnewitz. Hermann trat in die Fußstapfen des Vaters und erhielt 1833 eine Anstellung am Hofpostamt Neustrelitz, wo er anfangs als Postschreiber, seit 1849 Hofpostsekretär und Postrevisor beim Ghzgl. Kammer- und Forstkollegium Neustrelitz und zugleich Verhandlungsführer der Regierung in postalischen Fragen wirkte.
Am 2. April 1851 wurde Lingnau zum Direktor des Postdienstes der Hansestadt Lübeck, des Stadtpostamtes, ernannt. Seine Hauptaufgabe bestand in der Reformierung der ineffizienten und nicht mehr zeitgemäßen Organisation. Es gelang Postdirektor Lingnau in relativ kurzer Zeit, das Stadtpostamt komplett zu erneuern und neu zu strukturieren.
Noch im ersten Jahr seiner Amtszeit regelte Lingnau während des Postkongresses in Berlin in rascher Folge vertraglich die postalischen Beziehungen Lübecks zum Großherzogtum Mecklenburg-Schwerin (7. November 1851), zur Thurn und Taxis’schen Post (22. November), zum Königreich Preußen (1. Dezember) und zum Königreich Hannover (3. Dezember), die allesamt eigene Postämter mit sich bis dahin überschneidenden und schwer abgrenzbaren Befugnissen in der Stadt unterhielten.
Auf Lingnaus Initiative und aufbauend und durch seine organisatorische Vorarbeit konnte Lübeck 1852 dem Deutsch-Österreichischen Postverein beitreten und so Anschluss an die allgemeine Vereinheitlichung des Postwesens erlangen.
1859 führte Lingnau die Modernisierung der Lübecker Post fort, indem er den Lübecker Senat durch ausführliche Gutachten von der Zweckmäßigkeit und Notwendigkeit der Einführung von Briefmarken überzeugte; 1862 ließ er die ersten Briefkästen installieren.
Lingnaus umfassendes Reformwerk ermöglichte die problemlose Eingliederung des Lübecker Postwesens in die Postverwaltung des Norddeutschen Bundes am 1. Januar 1868. Das Stadtpostamt wurde zum Oberpostamt im Norddeutschen Postbezirk, mit den Befugnissen einer Oberpostdirektion; Lingnau blieb als Oberpostdirektor Leiter der Behörde und behielt diesen Posten bis 1884, dem Jahr vor seinem Tod. 1883 war er für seine Verdienste mit der Gedenkmünze Bene Merenti ausgezeichnet worden.
Hermann Lingnau war verheiratet mit Luise Sophie Emilie Stübener (1820–1906), Tochter des Neustrelitzer Hofmusikus Julius Stübener. Aus dieser Ehe sind drei Töchter bekannt. Sein Bruder Carl Lingnau (1817–188?) hinterließ als Buchhändler, Verleger und Ratswaagemeister in Neubrandenburg literarische Spuren; er gehörte in der 1848er Revolution zum Kreis radikaler Demokraten in Mecklenburg, spielte 1850 bei der Flucht von Gottfried Kinkel und Carl Schurz durch Mecklenburg eine Rolle und wanderte nach wirtschaftlichen Misserfolgen schließlich nach Amerika aus.

## Wilhelm I. in Lübeck

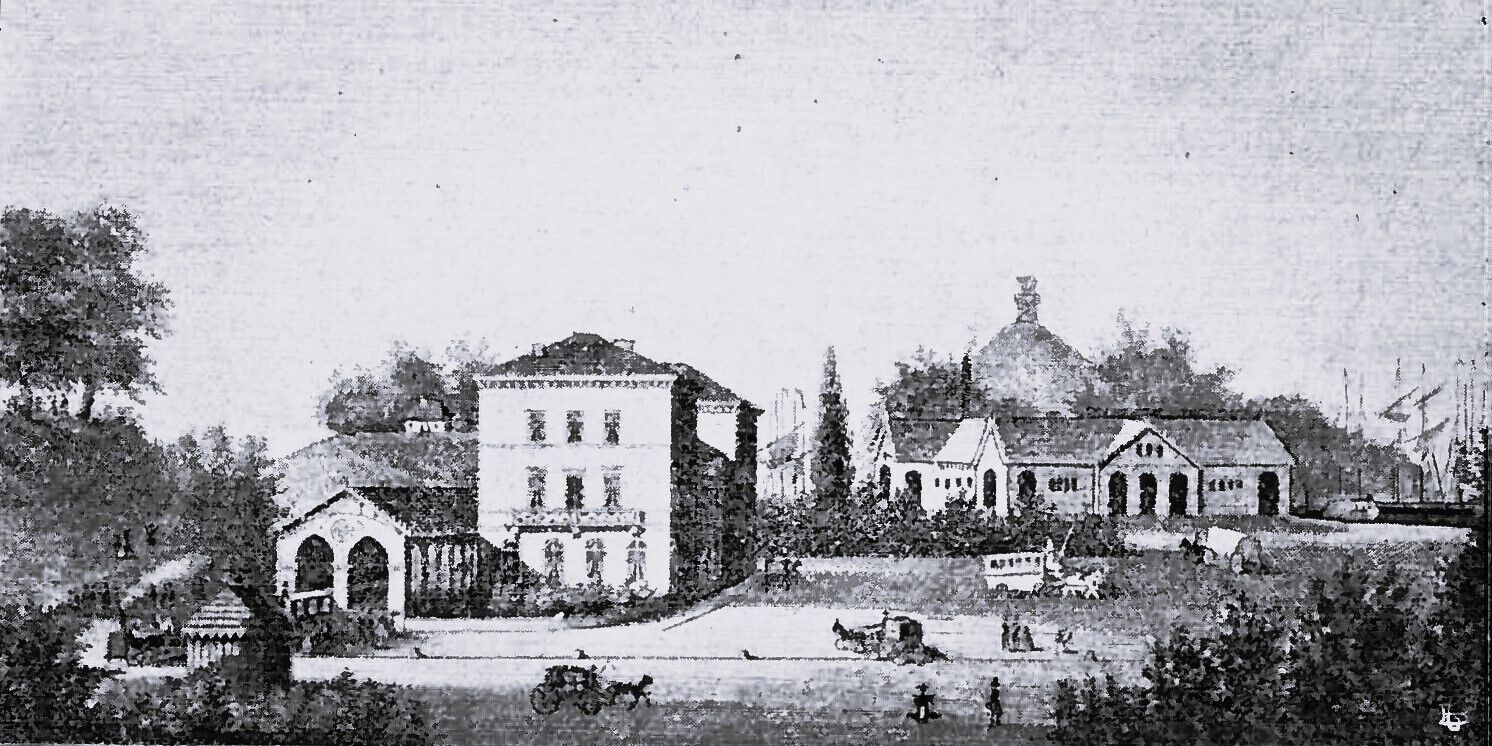
Der Bahnhof (1851)

Der Kaiser traf am 22. November 1874 auf der Reise von Kiel nach Berlin 22 Uhr 15 Min. den Lübecker Bahnhof ein. Das Publikum wurde auf den nördlichen Teil des Perrons beschränkt. Zum Empfang des Kaisers war eine Senatsdeputation aus Bürgermeister Theodor Curtius und den Senatoren Heinrich Theodor Behn, Georg Christian Tegtmeyer und Heinrich Gustav Plitt, ferner Oberpostdirektor  Lingnau, Steuerrat Schmorl, Zollverwalter Weisbrod, Telegrafeninspektor Buchner, Oberstleutnant Schwencke und Major Ernst Melms, sowie der preußische Gesandte Adalbert von Rosenberg und der preußische Konsul Wilhelm Fehling erschienen.
Mit dem Kaiser reisten die Prinzen Carl und Prinz Friedrich Karl, der Großherzog zu Mecklenburg, dem Präsidenten des Reichskanzleramts Rudolph Delbrück, Generalfeldmarschall Helmuth von Moltke, Marineminister Albrecht von Stosch und den hier den Zug verlassenden Generalleutnant Hermann von Tresckow.
Der Aufenthalt, während dem sich der Kaiser mit den Wartenden unterhielt, dauerte nur wenige Minuten, bevor der Zug die Stadt in Richtung der mit Bengalischen Flammen erleuchteten mit Publikum gesäumten Wälle entlang der heutigen Possehlstraße wieder verließ.